# Josep Ribas i Gabriel
Josep Ribas i Gabriel (Gràcia, 29 de juny de 1882 - Barcelona, 31 d'agost de 1934) fou un compositor i director d'orquestra català.
Ribas va néixer a la Vila de Gràcia, quan l’actual barri barceloní encara era municipi independent. En concret al núm. 13 de la Plaça del Nord de la Vila, on la seva família tenia un negoci familiar (un forn de pa). Posteriorment es va fer un lloc en el panorama musical de Barcelona. Va compondre cançons, obres escèniques i peces ballables; fou director d’orquestra a teatres, cinemes i sales de ball, a més de donar lliçons de música. Algunes de les seves obres escèniques foren Fígaro, Gall de Ripoll (1924), Primavera o La Tuna de Alcalá (1926).
Ribas va morir el 1934, als 52 anys, a causa d’una pneumònia, deixant vídua i dues filles.

## Pel teu amor

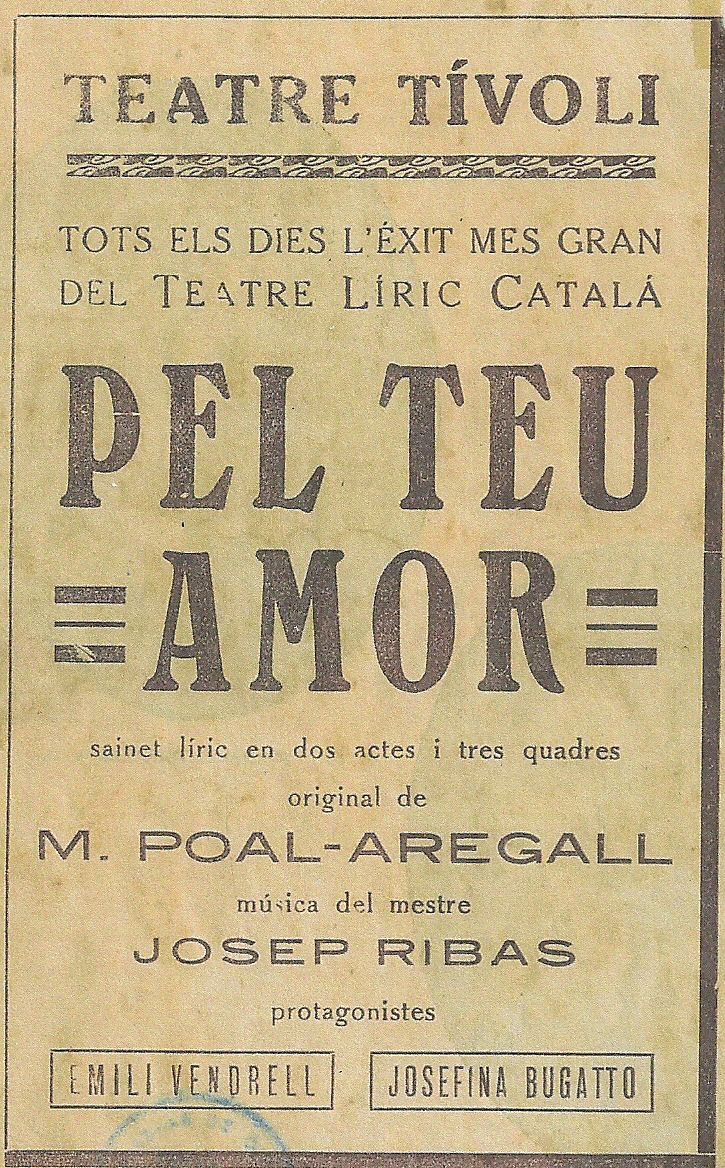
Cartell de Pel teu amor (1922)

L’èxit més gran del compositor va arribar a través del fragment d'una de les seves obres escèniques. El 21 de desembre de 1922 va estrenar al Teatre Tívoli de Barcelona Pel teu amor, sainet líric en dos actes, dos quadres i onze números, amb lletra de Miquel Poal i Aregall. L'obra no va tenir massa èxit, i al poc temps va desaparèixer de la cartellera. No obstant, el tenor Emili Vendrell, qui formava part de l'elenc que va estrenar l'obra, va fixar-se en un dels números (la Cançó d’en Blai) i el va incorporar al seu repertori. La peça, també titulada Pel teu amor, va obtenir una popularitat enorme amb el nom de Rosó, fins esdevenir una les peces més conegudes del repertori líric en català.